# Élections cantonales de 1934 dans la Somme
Les élections cantonales françaises de 1934 ont eu lieu le 7 et le 14 octobre 1934.

## Contexte départemental

### Assemblée départementale sortante
Avant les élections, le conseil général de la Somme est présidé par Anatole Jovelet (PRRRS), à la tête du département depuis 1928. Il comprend 41 conseillers généraux issus des 41 cantons de la Somme. 21 d'entre eux sont renouvelables lors de ces élections.
| Parti                                           | Sigle | Sigle | Élus |
| ----------------------------------------------- | ----- | ----- | ---- |
| Centre-gauche (23 sièges)                       |       |       |      |
| Parti républicain radical et radical-socialiste |       | PRRRS | 20   |
| Parti socialiste français                       |       | PSF   | 2    |
| Parti socialiste de France-Union Jean Jaurès    |       | PSdF  | 1    |
| Centre-droit (14 sièges)                        |       |       |      |
| Alliance démocratique                           |       | AD    | 10   |
| Radicaux indépendants                           |       | RI    | 4    |
| Droite (3 sièges)                               |       |       |      |
| Fédération républicaine                         |       | FR    | 3    |
| Gauche (1 siège)                                |       |       |      |
| Section française de l'Internationale ouvrière  |       | SFIO  | 1    |
| Président du conseil général                    |       |       |      |
| Anatole Jovelet (PRRRS)                         |       |       |      |

## Résultats à l'échelle du département
| Parti          | Parti                                           | Premier tour | Premier tour | Second tour | Second tour | Sièges |
| Parti          | Parti                                           | Voix         | %            | Voix        | %           | Sièges |
| -------------- | ----------------------------------------------- | ------------ | ------------ | ----------- | ----------- | ------ |
|                | Parti républicain radical et radical-socialiste | 20 031       | 41,29        | 3 915       | 28,66       | 13     |
|                | Alliance démocratique                           | 7 773        | 16,02        | 4 788       | 35,06       | 4      |
|                | Socialistes indépendants (PRS-PSF-PSdF)         | 5 809        | 11,97        | 2 612       | 19,12       | 1      |
|                | Fédération républicaine                         | 3 960        | 8,16         | 1 339       | 9,80        | 1      |
|                | Section française de l'Internationale ouvrière  | 3 103        | 6,40         |             |             |        |
|                | Parti communiste (SFIC)                         | 2 786        | 5,74         |             |             |        |
|                | Radicaux indépendants                           | 2 421        | 4,99         | -           | -           | 2      |
|                | Divers (PDP, EXG,...)                           | 2 258        | 4,65         |             |             |        |
|                |                                                 |              |              |             |             |        |
| Inscrits       | Inscrits                                        | 64 383       | 100,00       | 17 387      | 100,00      |        |
| Abstentions    | Abstentions                                     | 13 102       | 20,35        | 3 456       | 19,88       |        |
| Votants        | Votants                                         | 51 821       | 79,65        | 13 931      | 80,12       |        |
| Blancs et nuls | Blancs et nuls                                  | 3 308        | 6,38         | 273         | 1,96        |        |
| Exprimés       | Exprimés                                        | 48 513       | 93,62        | 13 658      | 98,04       |        |

## Conseil général élu
| Canton                 | Conseiller sortant    | Étiquette | Candidat élu          | Étiquette |
| ---------------------- | --------------------- | --------- | --------------------- | --------- |
| Abbeville-Nord         | Émile Ternois         | PRRRS     | Émile Ternois         | PRRRS     |
| Ailly-le-Haut-Clocher  | Édouard Duboille      | PRRRS     | Édouard Duboille      | PRRRS     |
| Ailly-sur-Noye         | Louis Binant          | RI        | Louis Binant          | RI        |
| Amiens-Nord-Est        | Lucien Lecointe       | PSF       | Lucien Lecointe       | PSF       |
| Amiens-Sud-Ouest       | Estève Landot         | PSF       | Henry Leroy           | AD        |
| Bernaville             | Lucien Rocque         | AD        | Lucien Rocque         | AD        |
| Boves                  | Léon Legrand          | AD        | Léon Legrand          | AD        |
| Bray-sur-Somme         | Gaston Bouchend'homme | PRRRS     | Gaston Bouchend'homme | PRRRS     |
| Combles                | Léon Carré            | PRRRS     | Léon Carré            | PRRRS     |
| Doullens               | Étienne Dusevel       | PRRRS     | Étienne Dusevel       | PRRRS     |
| Gamaches               | Maurice Delabie       | PRRRS     | Maurice Delabie       | PRRRS     |
| Nesle                  | René Le Roy           | PRRRS     | René Le Roy           | PRRRS     |
| Nouvion                | Gustave Gaillard      | PRRRS     | Gustave Gaillard      | PRRRS     |
| Oisemont               | Émile Boucher         | PRRRS     | Émile Boucher         | PRRRS     |
| Picquingy              | Étienne Dubourguier   | PRRRS     | Étienne Dubourguier   | PRRRS     |
| Poix-de-Picardie       | Armand Jumel          | FR        | Armand Jumel          | FR        |
| Roisel                 | Gaston Boucourt       | PRRRS     | Gaston Boucourt       | PRRRS     |
| Rosières-en-Santerre   | Albert Chantrel       | RI        | Albert Chantrel       | RI        |
| Roye                   | Alfred Lejeune        | PRRRS     | Alfred Lejeune        | PRRRS     |
| Saint-Valery-sur-Somme | Anatole Mopin         | PRRRS     | Anatole Mopin         | PRRRS     |
| Villers-Bocage         | Georges Sanier        | AD        | Georges Sanier        | AD        |

*Conseillers généraux sortants ne se représentant pas

### Élus
| Partis              | Partis                                          | Conseillers sortants | Conseillers élus | Évolution     |
| ------------------- | ----------------------------------------------- | -------------------- | ---------------- | ------------- |
|                     | Parti républicain radical et radical-socialiste | 13                   | 13               | en stagnation |
|                     | Parti socialiste français                       | 2                    | 1                | 1             |
| Total Centre-gauche | Total Centre-gauche                             | 15                   | 14               | 1             |
|                     | Alliance démocratique                           | 3                    | 4                | 1             |
|                     | Radicaux indépendants                           | 2                    | 2                | en stagnation |
| Total Centre-droit  | Total Centre-droit                              | 5                    | 6                | 1             |
|                     | Fédération républicaine                         | 1                    | 1                | en stagnation |
| Total Droite        | Total Droite                                    | 1                    | 1                | en stagnation |

### Groupes politiques
| Parti                                           | Sigle | Sigle | Élus |
| ----------------------------------------------- | ----- | ----- | ---- |
| Centre-gauche (22 sièges)                       |       |       |      |
| Parti républicain radical et radical-socialiste |       | PRRRS | 20   |
| Parti socialiste français                       |       | PSF   | 1    |
| Parti socialiste de France-Union Jean Jaurès    |       | PSdF  | 1    |
| Centre-droit (15 sièges)                        |       |       |      |
| Alliance démocratique                           |       | AD    | 11   |
| Radicaux indépendants                           |       | RI    | 4    |
| Droite (3 sièges)                               |       |       |      |
| Fédération républicaine                         |       | FR    | 3    |
| Gauche (1 siège)                                |       |       |      |
| Section française de l'Internationale ouvrière  |       | SFIO  | 1    |
| Président du conseil général                    |       |       |      |
| Anatole Jovelet (PRRRS)                         |       |       |      |

## Résultats par canton

### Canton d'Abbeville-Nord
| Candidats      | Candidats       | Étiquette      | Premier tour | Premier tour | Deuxième tour | Deuxième tour |
| Candidats      | Candidats       | Étiquette      | Voix         | %            | Voix          | %             |
| -------------- | --------------- | -------------- | ------------ | ------------ | ------------- | ------------- |
|                | Émile Ternois*  | PRRRS          | 1 294        | 47,09        | 1 481         | 53,82         |
|                | M. Detaille     | AD             | 986          | 35,88        | 1 001         | 36,37         |
|                | Fernand Auguste | SFIO           | 311          | 11,32        | 269           | 9,77          |
|                | Edmond Pierrain | PC-SFIC        | 157          | 5,71         | 1             | 0,01          |
|                |                 |                |              |              |               |               |
| Inscrits       | Inscrits        | Inscrits       | 3 425        | 100,00       | 3 425         | 100,00        |
| Abstentions    | Abstentions     | Abstentions    | 630          | 18,39        | 646           | 18,86         |
| Votants        | Votants         | Votants        | 2 795        | 81,61        | 2 779         | 81,14         |
| Blancs et nuls | Blancs et nuls  | Blancs et nuls | 47           | 1,68         | 27            | 0,97          |
| Exprimés       | Exprimés        | Exprimés       | 2 748        | 98,32        | 2 752         | 99,03         |

*sortant

### Canton d'Ailly-le-Haut-Clocher
| Candidats      | Candidats         | Étiquette      | Premier tour | Premier tour | Deuxième tour | Deuxième tour |
| Candidats      | Candidats         | Étiquette      | Voix         | %            | Voix          | %             |
| -------------- | ----------------- | -------------- | ------------ | ------------ | ------------- | ------------- |
|                | M. Croizé         | AD             | 906          | 45,30        | 966           | 48,62         |
|                | Édouard Duboille* | PRRRS          | 781          | 39,05        | 1 021         | 51,38         |
|                | M. Gaillard       | SFIO           | 190          | 9,50         |               |               |
|                | Gabriel Caron     | PC-SFIC        | 123          | 6,48         |               |               |
|                |                   |                |              |              |               |               |
| Inscrits       | Inscrits          | Inscrits       | 2 307        | 100,00       | 2 307         | 100,00        |
| Abstentions    | Abstentions       | Abstentions    | 272          | 11,79        | 278           | 12,05         |
| Votants        | Votants           | Votants        | 2 035        | 88,21        | 2 029         | 87,95         |
| Blancs et nuls | Blancs et nuls    | Blancs et nuls | 35           | 1,72         | 42            | 2,07          |
| Exprimés       | Exprimés          | Exprimés       | 2 000        | 98,28        | 1 987         | 97,93         |

*sortant

### Canton d'Ailly-sur-Noye
|                | Louis Binant*  | RI             | 1 271 | 82,16  |  |  |
|                | Paul Douchet   | SFIO           | 276   | 17,84  |  |  |
|                |                |                |       |        |  |  |
| Inscrits       | Inscrits       | Inscrits       | 1 961 | 100,00 |  |  |
| Abstentions    | Abstentions    | Abstentions    | 342   | 17,44  |  |  |
| Votants        | Votants        | Votants        | 1 619 | 82,56  |  |  |
| Blancs et nuls | Blancs et nuls | Blancs et nuls | 72    | 4,45   |  |  |
| Exprimés       | Exprimés       | Exprimés       | 1 547 | 95,55  |  |  |

*sortant

### Canton d'Amiens-Nord-Est
|                | Lucien Lecointe*  | PSF            | 2 498 | 71,51  |  |  |
|                | Hector Couvillers | PC-SFIC        | 995   | 28,49  |  |  |
|                |                   |                |       |        |  |  |
| Inscrits       | Inscrits          | Inscrits       | 5 254 | 100,00 |  |  |
| Abstentions    | Abstentions       | Abstentions    | 1 486 | 28,28  |  |  |
| Votants        | Votants           | Votants        | 3 768 | 71,72  |  |  |
| Blancs et nuls | Blancs et nuls    | Blancs et nuls | 275   | 7,30   |  |  |
| Exprimés       | Exprimés          | Exprimés       | 3 493 | 92,70  |  |  |

*sortant

### Canton d'Amiens-Sud-Ouest
| Candidats      | Candidats       | Étiquette      | Premier tour | Premier tour | Second tour | Second tour |
| Candidats      | Candidats       | Étiquette      | Voix         | %            | Voix        | %           |
| -------------- | --------------- | -------------- | ------------ | ------------ | ----------- | ----------- |
|                | Estève Landot*  | PSF            | 1 789        | 29,87        | 2 612       | 43,61       |
|                | Henry Leroy     | AD             | 1 390        | 23,17        | 2 821       | 47,10       |
|                | Max Poissonnier | FR             | 1 334        | 22,23        |             |             |
|                | Léon Thoyot     | PSdF           | 873          | 14,55        |             |             |
|                | Aristide Marque | PC-SFIC        | 507          | 8,45         | 402         | 6,71        |
|                | Paul Hévin      | EXG            | 102          | 1,70         | 147         | 2,45        |
|                |                 |                |              |              |             |             |
| Inscrits       | Inscrits        | Inscrits       | 8 389        | 100,00       | 8 389       | 100,00      |
| Abstentions    | Abstentions     | Abstentions    | 2 157        | 25,71        | 2 240       | 26,70       |
| Votants        | Votants         | Votants        | 6 232        | 74,29        | 6 149       | 73,30       |
| Blancs et nuls | Blancs et nuls  | Blancs et nuls | 232          | 3,72         | 159         | 2,59        |
| Exprimés       | Exprimés        | Exprimés       | 6 000        | 96,28        | 5 990       | 97,41       |

*sortant

### Canton de Bernaville
|                | Lucien Rocque*   | AD             | 1 588 | 99,61  |  |  |
|                | Georges Dubreuil | AD             | 4     | 0,25   |  |  |
|                | Nestor Lecocq    | RI             | 2     | 0,13   |  |  |
|                | M. Flet          |                | 1     | 0,01   |  |  |
|                |                  |                |       |        |  |  |
| Inscrits       | Inscrits         | Inscrits       | 2 018 | 100,00 |  |  |
| Abstentions    | Abstentions      | Abstentions    | 298   | 14,77  |  |  |
| Votants        | Votants          | Votants        | 1 720 | 85,23  |  |  |
| Blancs et nuls | Blancs et nuls   | Blancs et nuls | 125   | 7,27   |  |  |
| Exprimés       | Exprimés         | Exprimés       | 1 595 | 92,73  |  |  |

*sortant

### Canton de Boves
|                | Léon Legrand*     | AD             | 1 754 | 72,18  |  |  |
|                | M. Lapostolle     | SFIO           | 410   | 16,87  |  |  |
|                | Augustin Dujardin | PC-SFIC        | 266   | 10,95  |  |  |
|                |                   |                |       |        |  |  |
| Inscrits       | Inscrits          | Inscrits       | 2 958 | 100,00 |  |  |
| Abstentions    | Abstentions       | Abstentions    | 445   | 15,04  |  |  |
| Votants        | Votants           | Votants        | 2 513 | 84,96  |  |  |
| Blancs et nuls | Blancs et nuls    | Blancs et nuls | 83    | 3,30   |  |  |
| Exprimés       | Exprimés          | Exprimés       | 2 430 | 96,70  |  |  |

*sortant

### Canton de Bray-sur-Somme
|                | Gaston Bouchend'homme | PRRRS          | 781   | 54,77  |  |  |
|                | M. Roussel            | PDP            | 337   | 23,63  |  |  |
|                | Valentin Salvaudon    | FR             | 308   | 21,60  |  |  |
|                |                       |                |       |        |  |  |
| Inscrits       | Inscrits              | Inscrits       | 1 692 | 100,00 |  |  |
| Abstentions    | Abstentions           | Abstentions    | 221   | 13,06  |  |  |
| Votants        | Votants               | Votants        | 1 471 | 86,94  |  |  |
| Blancs et nuls | Blancs et nuls        | Blancs et nuls | 45    | 3,06   |  |  |
| Exprimés       | Exprimés              | Exprimés       | 1 426 | 96,94  |  |  |

*sortant

### Canton de Combles
|                | Léon Carré*    | PRRRS          | 1 214 | 100,00 |  |  |
|                |                |                |       |        |  |  |
| Inscrits       | Inscrits       | Inscrits       | 1 827 | 100,00 |  |  |
| Abstentions    | Abstentions    | Abstentions    | 328   | 17,95  |  |  |
| Votants        | Votants        | Votants        | 1 499 | 82,05  |  |  |
| Blancs et nuls | Blancs et nuls | Blancs et nuls | 285   | 19,01  |  |  |
| Exprimés       | Exprimés       | Exprimés       | 1 214 | 80,99  |  |  |

*sortant

### Canton de Doullens
|                | Étienne Dusevel* | PRRRS          | 1 507 | 50,79  |  |  |
|                | Kléber Mopty     | PRRRS          | 1 081 | 36,43  |  |  |
|                | M. Delporte      | PC-SFIC        | 379   | 12,77  |  |  |
|                |                  |                |       |        |  |  |
| Inscrits       | Inscrits         | Inscrits       | 3 792 | 100,00 |  |  |
| Abstentions    | Abstentions      | Abstentions    | 694   | 18,30  |  |  |
| Votants        | Votants          | Votants        | 3 098 | 81,70  |  |  |
| Blancs et nuls | Blancs et nuls   | Blancs et nuls | 131   | 4,23   |  |  |
| Exprimés       | Exprimés         | Exprimés       | 2 967 | 95,77  |  |  |

*sortant

### Canton de Gamaches
| Candidats      | Candidats        | Étiquette      | Premier tour | Premier tour | Second tour | Second tour |
| Candidats      | Candidats        | Étiquette      | Voix         | %            | Voix        | %           |
| -------------- | ---------------- | -------------- | ------------ | ------------ | ----------- | ----------- |
|                | Étienne Chantrel | FR             | 1 174        | 41,82        | 1 339       | 45,72       |
|                | Maurice Delabie* | PRRRS          | 1 029        | 36,66        | 1 413       | 48,24       |
|                | Robert Lelong    | SFIO           | 413          | 14,71        | 177         | 6,04        |
|                | André Vilfroy    | PC-SFIC        | 191          | 6,80         |             |             |
|                |                  |                |              |              |             |             |
| Inscrits       | Inscrits         | Inscrits       | 3 266        | 100,00       | 3 266       | 100,00      |
| Abstentions    | Abstentions      | Abstentions    | 379          | 11,60        | 292         | 8,94        |
| Votants        | Votants          | Votants        | 2 887        | 88,40        | 2 974       | 91,06       |
| Blancs et nuls | Blancs et nuls   | Blancs et nuls | 80           | 2,77         | 45          | 0,51        |
| Exprimés       | Exprimés         | Exprimés       | 2 807        | 97,23        | 2 929       | 99,49       |

*sortant

### Canton de Nesle
|                | René Leroy*    | PRRRS          | 1 365 | 100,00 |  |  |
|                |                |                |       |        |  |  |
| Inscrits       | Inscrits       | Inscrits       | 2 262 | 100,00 |  |  |
| Abstentions    | Abstentions    | Abstentions    | 556   | 24,58  |  |  |
| Votants        | Votants        | Votants        | 1 706 | 75,42  |  |  |
| Blancs et nuls | Blancs et nuls | Blancs et nuls | 341   | 19,99  |  |  |
| Exprimés       | Exprimés       | Exprimés       | 1 365 | 80,01  |  |  |

*sortant

### Canton de Nouvion
|                | Gustave Gaillard* | PRRRS          | 1 753 | 91,25  |  |  |
|                | Jules Lefebvre    | PC-SFIC        | 168   | 8,75   |  |  |
|                |                   |                |       |        |  |  |
| Inscrits       | Inscrits          | Inscrits       | 2 370 | 100,00 |  |  |
| Abstentions    | Abstentions       | Abstentions    | 308   | 13,00  |  |  |
| Votants        | Votants           | Votants        | 2 062 | 87,00  |  |  |
| Blancs et nuls | Blancs et nuls    | Blancs et nuls | 141   | 6,84   |  |  |
| Exprimés       | Exprimés          | Exprimés       | 1 921 | 93,16  |  |  |

*sortant

### Canton d'Oisemont
|                | Émile Boucher* | PRRRS          | 1 422 | 100,00 |  |  |
|                |                |                |       |        |  |  |
| Inscrits       | Inscrits       | Inscrits       | 2 039 | 100,00 |  |  |
| Abstentions    | Abstentions    | Abstentions    | 390   | 19,13  |  |  |
| Votants        | Votants        | Votants        | 1 649 | 80,87  |  |  |
| Blancs et nuls | Blancs et nuls | Blancs et nuls | 227   | 13,77  |  |  |
| Exprimés       | Exprimés       | Exprimés       | 1 422 | 86,23  |  |  |

*sortant

### Canton de Picquigny
|                | Étienne Dubourguier* | PRRRS          | 2 091 | 56,71  |  |  |
|                | M. Tourneur          |                | 938   | 25,44  |  |  |
|                | M. Sire              |                | 358   | 9,71   |  |  |
|                | Augustin Liard       | SFIO           | 300   | 8,14   |  |  |
|                |                      |                |       |        |  |  |
| Inscrits       | Inscrits             | Inscrits       | 4 630 | 100,00 |  |  |
| Abstentions    | Abstentions          | Abstentions    | 852   | 18,40  |  |  |
| Votants        | Votants              | Votants        | 3 778 | 81,60  |  |  |
| Blancs et nuls | Blancs et nuls       | Blancs et nuls | 91    | 2,41   |  |  |
| Exprimés       | Exprimés             | Exprimés       | 3 687 | 97,59  |  |  |

*sortant

### Canton de Poix-de-Picardie
|                | Armand Jumel*  | FR             | 1 197 | 98,68  |  |  |
|                | Divers         |                | 15    | 11,26  |  |  |
|                | M. Belhomme    |                | 1     | 0,01   |  |  |
|                |                |                |       |        |  |  |
| Inscrits       | Inscrits       | Inscrits       | 1 788 | 100,00 |  |  |
| Abstentions    | Abstentions    | Abstentions    | 384   | 21,48  |  |  |
| Votants        | Votants        | Votants        | 1 404 | 78,52  |  |  |
| Blancs et nuls | Blancs et nuls | Blancs et nuls | 191   | 13,60  |  |  |
| Exprimés       | Exprimés       | Exprimés       | 1 213 | 86,40  |  |  |

*sortant

### Canton de Roisel
|                | Gaston Boucourt* | PRRRS          | 1 691 | 100,00 |  |  |
|                |                  |                |       |        |  |  |
| Inscrits       | Inscrits         | Inscrits       | 2 960 | 100,00 |  |  |
| Abstentions    | Abstentions      | Abstentions    | 819   | 27,67  |  |  |
| Votants        | Votants          | Votants        | 2 141 | 72,33  |  |  |
| Blancs et nuls | Blancs et nuls   | Blancs et nuls | 450   | 21,02  |  |  |
| Exprimés       | Exprimés         | Exprimés       | 1 691 | 78,98  |  |  |

*sortant

### Canton de Rosières-en-Santerre
|                | Albert Chantrel* | RI             | 1 148 | 69,41  |  |  |
|                | M. Lambert       |                | 506   | 30,59  |  |  |
|                |                  |                |       |        |  |  |
| Inscrits       | Inscrits         | Inscrits       | 2 503 | 100,00 |  |  |
| Abstentions    | Abstentions      | Abstentions    | 574   | 22,93  |  |  |
| Votants        | Votants          | Votants        | 1 929 | 77,07  |  |  |
| Blancs et nuls | Blancs et nuls   | Blancs et nuls | 275   | 14,26  |  |  |
| Exprimés       | Exprimés         | Exprimés       | 1 654 | 85,74  |  |  |

*sortant

### Canton de Roye
|                | Alfred Lejeune* | PRRRS          | 1 927 | 76,29  |  |  |
|                | Georges Binand  | SFIO           | 599   | 23,71  |  |  |
|                |                 |                |       |        |  |  |
| Inscrits       | Inscrits        | Inscrits       | 3 390 | 100,00 |  |  |
| Abstentions    | Abstentions     | Abstentions    | 779   | 22,98  |  |  |
| Votants        | Votants         | Votants        | 2 611 | 77,02  |  |  |
| Blancs et nuls | Blancs et nuls  | Blancs et nuls | 85    | 3,26   |  |  |
| Exprimés       | Exprimés        | Exprimés       | 2 526 | 96,74  |  |  |

*sortant

### Canton de Saint-Valery-sur-Somme
|                | Anatole Mopin* | PRRRS          | 2 095 | 69,60  |  |  |
|                | Albert Bled    | SFIO           | 915   | 30,40  |  |  |
|                |                |                |       |        |  |  |
| Inscrits       | Inscrits       | Inscrits       | 4 003 | 100,00 |  |  |
| Abstentions    | Abstentions    | Abstentions    | 952   | 23,78  |  |  |
| Votants        | Votants        | Votants        | 3 051 | 76,22  |  |  |
| Blancs et nuls | Blancs et nuls | Blancs et nuls | 41    | 1,34   |  |  |
| Exprimés       | Exprimés       | Exprimés       | 3 010 | 98,66  |  |  |

*sortant

### Canton de Villers-Bocage
|                | Georges Sanier*             | AD             | 1 145 | 63,72  |  |  |
|                | Maurice Desaint             | PRS            | 649   | 36,12  |  |  |
|                | Albert Ménil (non candidat) | FR             | 3     | 0,17   |  |  |
|                |                             |                |       |        |  |  |
| Inscrits       | Inscrits                    | Inscrits       | 2 089 | 100,00 |  |  |
| Abstentions    | Abstentions                 | Abstentions    | 236   | 11,30  |  |  |
| Votants        | Votants                     | Votants        | 1 853 | 88,70  |  |  |
| Blancs et nuls | Blancs et nuls              | Blancs et nuls | 56    | 3,02   |  |  |
| Exprimés       | Exprimés                    | Exprimés       | 1 797 | 96,98  |  |  |

*sortant